# Vibilia propinqua
Vibilia propinqua is een vlokreeftensoort uit de familie van de Vibiliidae. De wetenschappelijke naam van de soort is voor het eerst geldig gepubliceerd in 1888 door Stebbing.